# XXVII Premis Cinematogràfics José María Forqué
La cerimònia dels XXVII Premis Cinematogràfics José María Forqué es va celebrar l'11 de desembre de 2021 a l'IFEMA de Madrid. La gala, emesa a RTVE Play, va ser conduïda per Elena S. Sánchez i Marta Hazas.

## Desenvolupament
Les nominacions es van donar a conèixer l'11 de novembre de 2021.
La cerimònia, organitzada per l'associació de productors EGEDA, va comptar amb la participació de l'Ajuntament de Madrid, la Comunitat de Madrid i RTVE, amb la col·laboració del Ministeri de Cultura i Esport d'Espanya i el patrocini del Centre Comercial Príncipe Pío, Cinesa, Cornejo, FIPCA i Mercedes-Benz.
La gala, que va retre homenatge a la dècada de 1980, va comptar amb actuacions musicals d'artistes com Alaska, Ana Guerra, Burning, Danza Invisible, Javier Gurruchaga, La Frontera, La Guardia, Los Secretos, Los Trogloditas, Mikel Erentxun, Modestia Aparte o Tennessee. Fou presentada per Elena S. Sánchez i Marta Hazas.
El president d'EGEDA, Enrique Cerezo, va obsequiar la Medalla d'Or que reconeix una trajectòria en la indústria audiovisual al productor José Antonio Félez.

## Guanyadors i nominats
Els guanyadors i nominats foren els següents:
| Millor llargmetratge de ficció i/o animació | Millor sèrie |
| --- | --- |
| - El buen patrón - Madres paralelas - Maixabel - Mediterráneo | - Hierro - Historias para no dormir - La Fortuna - Maricón perdido                                                                           |
| Millor interpretació masculina | Millor interpretació femenina |
| - Javier Bardem — El buen patrón - Eduard Fernández — Mediterráneo - Luis Tosar — Maixabel - Urko Olazabal — Maixabel                                                                | - Blanca Portillo — Maixabel - Marta Nieto — Tres - Penélope Cruz — Madres paralelas - Petra Martínez — La vida era eso                      |
| Millor interpretació masculina en sèrie | Millor interpretació femenina en sèrie |
| - Javier Cámara — Venga Juan - Álvaro Mel — La Fortuna - Darío Grandinetti — Hierro - Javier Gutiérrez — Reyes de la noche                                                           | - Candela Peña — Hierro - Ana María Polvorosa — La Fortuna - Maribel Verdú — Ana Tramel. El juego - Nadia de Santiago — El tiempo que te doy |
| Millor llargmetratge documental | Millor llargmetratge llatinoamericà |
| - 100 días con la tata de Miguel Ángel Muñoz' - Buñuel, un cineasta surrealista de Javier Espada - Héroes: Silencio y Rock & Roll d'Alexis Morante - Quién lo impide de Jonás Trueba | - Noche de fuego de Tatiana Huezo - 98 segundos sin sombra de Juan Pablo Richter - Lavaperros de Carlos Moreno - Los lobos de Samuel Kishi   |
| Millor curtmetratge | Premi al Cinema i Educació en Valors |
| - El monstruo invisible de Javier Fesser i Guillermo Fesser - Mindanao de Borja Soler - The Monkey de Xosé Zapata i Lorenzo Degl'Innocenti,                                          | - Maixabel - 100 días con la tata - Mediterráneo - Madres paralelas                                                                          |
| Medalla d'honor | |
| José Antonio Félez | |